# Parcul Național Serengeti
2°19′51″S 34°50′0″E / 2.33083°S 34.83333°E

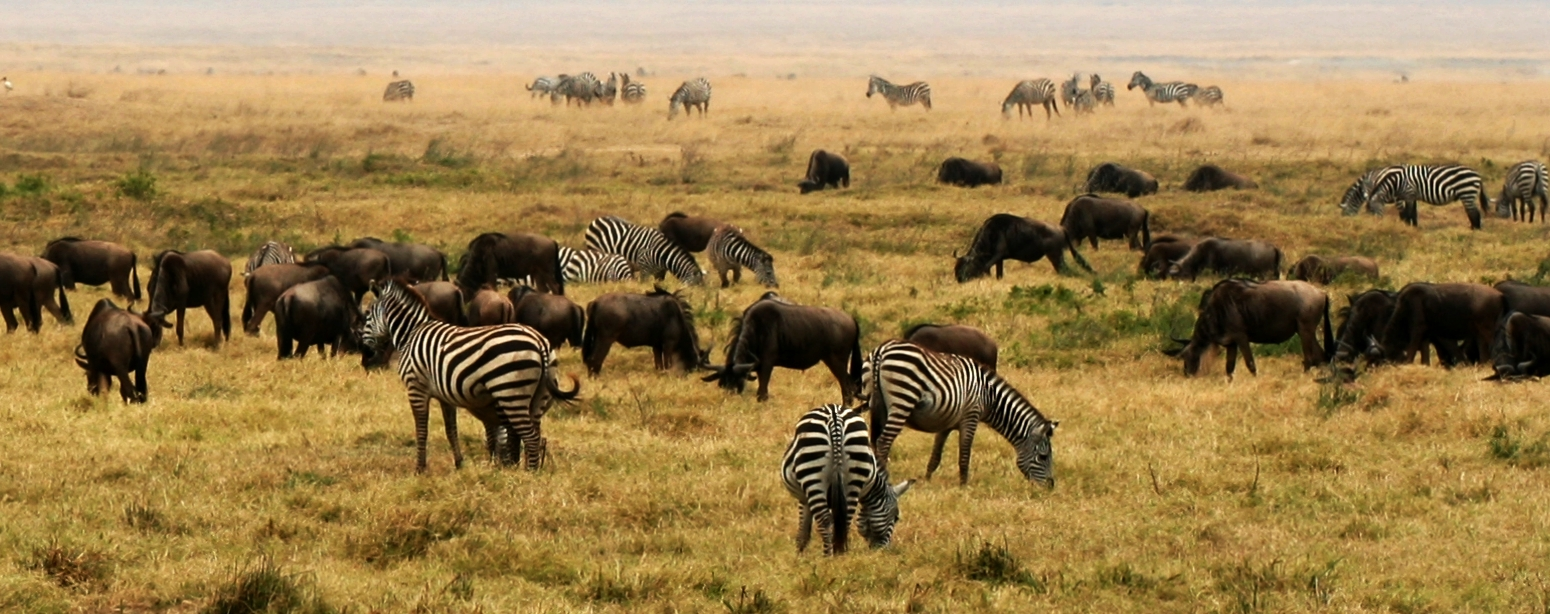
Parcul Național Serengeti

Parcul Național Serengeti este situat într-o regiune de savană africană din Tanzania de nord, la est de Lacul Victoria și se întinde până la granița din sudul Kenyei.
Parcul ocupă o suprafață de circa 30.000 km². Parcul este celebru pentru cea mai mare migrație anuală de mamifere din lume, peste 1,5 milioane de antilope gnu, 250.000 zebre, precum și pentru numeroșii săi crocodili de Nil.

## Așezare
Denumirea de „Serengeti” provine din limba masailor (în traducere „câmpie nesfârșită”). Parcul are, în mare parte, un relief de șes cu vegetație tipică savanelor, spre sud apar coline, iar spre nord, în regiunea de câmpie, apar crânguri de salcâmi, în timp ce partea centrală este aproape complet lipsită de arbori. Regiunea Ngorongoro, din sud-est, este o regiune vulcanică care a devenit, din anul 1979, patrimoiniu UNESCO. Muntele cel mai înalt are altitudinea de 1.850 m deasupra n.m. iar zonele mai joase au altitudinea de 950 m deasupra n.m.. Regiunea Serengeti care înconjoară parcul se întinde pe o suprafață de 14.763 km² este o regiune renumită ca rezervație naturală.

## Istoric
Până în timpurile coloniale în Tanzania n-a fost necesar să se ia măsuri de protecție a naturii sau a animalelor, deoarece băștinașii vânau numai strictul necesar și nu cauzau poluarea mediului înconjurător. Această situație se va schimba în secolul XIX la sosirea coloniștilor europeni, care dornici de profit au pornit o vânătoare intensivă, cu arme moderne, a animalelor din regiune. Această intervenție nedorită a omului a dus la dezechilibrul ecologic al regiunii locuite de masai. In anul 1929 a fost creată o rezervație natură parțială (3.2 km2) pentru protejarea populației de lei. Această zonă protejată va reprezenta baza Parcului Național Serengeti, ce a fost înființat în anul 1951. Pentru a putea constitui Parcul , populația băștinașă masai a fost strămutată în regiunea Ngorongoro.

## Flora și fauna
Milioane de animale străbat permanent parcul cum ar fi:mari turme de antilope, gazele, zebre, bivoli, lei, gheparzi, elefanți, girafe, hiene, câini sălbatici, hipopotami etc. Dintre cele 500 de specii de păsări care trăiesc aici enumeram:vulturul,flamingo,struțul,barza. Dintre reptile remarcăm specii de crocodili și șerpi.

## Conflicte
Protejarea arealului destinat animalelor sălbatice, a dus la limitarea spațiilor de pășunat a masailor. Populația băștinașă fiind mutată și interzicându-se folosirea pășunilor din regiunea parcului. Pentru ameliorarea situației localnicilor s-au luat măsuri de îmbunătățire a nivelului de trai al locuitorilor de la granițele parcului. In ultimul timp pentru a fi cointeresați băștinașii în menținerea parcului, din rândul lor sunt angajați îngrijitori și paznici ai parcului.